# Henry des Abbayes
Henry des Abbayes (Vihiers, Maine-et-Loire, 15 de julho de 1898 — Rennes, 21 de maio de 1974) foi um botânico, liquenólogo e professor universitário francês.

## Biografia
Foi professor universitário de química, física, biologia e titular da cadeira de botânica da Universidade de Rennes. Abbayes era um especialista em liquens, domínio no qual é considerado referência. Também é conhecido pelo excepcional estudo da flora da Bretanha, bem como pelas traduções de obras gregas e latinas, que atualmente são referências em numerosos manuais escolares. A carreira científica de Abbayes é associada estreitamente à cidade Rennes e a de Bretanha.

## Publicações científicas

### Botânica
- Contribution à l'étude des voies urogénitales mâles des tritons (batraciens urodèles), 1934 (thèse complémentaire)
- Quelques phanérogames adventices de Bretagne, 1939 (vol. 1) et 1941 (vol. 2)
- Anatomie-Cycles évolutifs Systématique (Masson, 1963).
- Flore et végétation du Massif Armoricain (Presses universitaires de Bretagne, 1971; réédition "Imprimerie H. des Abbayes", 2012).
- Précis de Botanique, I. Végétaux inférieurs (Masson, 1978).
- Flore et végétation du Massif Armoricain, 1971
- Anatomie-Cycles évolutifs Systématique, 1963
- Précis de Botanique, I. Végétaux inférieurs, 1978

### Líquenes
- Sur les lichens: université d'Oslo, auteur: "Abbayes"
- Lichens récoltés en Loire-Inférieure et dans quelques localités de Vendée et Maine-et-Loire. (Herborisations de 1923 et 1924), 1925
- Observations sur les lichens marins et maritimes du massif armoricain (note préliminaire), 1932
- La végétation lichénique du Massif Armoricain (thèse principale de doctorat de 1934; prix de Coincy en 1940)
- Traité de lichénologie (Paul Lechevallier, 1951)
- La végétation lichénique du massif armoricain (Oberthur, 1934)
- Révision monographique des Cladonia du sous-genre Cladina (Lichens), 1939
- Traité de lichénologie, 1951 (préface de Roger Heim)
- Excursion phytogéographique dans l'Ouest armoricain... Excursion lichénologique en Bretagne, 1954

### Poesia
- Nature et rêveries : sonnets, 2009 (posthume)